# Liste over jordskælv
Dette er en liste over de kraftigste jordskælv der er registreret, målt på styrke og antal omkomne. 
Styrken af jordskælv måles ved hjælp af Richterskalaen og Mercalliskalaen. 

## De 5 største jordskælv[1][2]
- 22. maj 1960 - Jordskælvet i Chile. Jordskælvet blev målt til 9,5 på richterskalaen.
- 27. marts 1964 I Prince William Sound, USA. Jordskælvet blev målt til 9,2 på richterskalaen.
- 26. december 2004, vest for nordlige Sumatra: jordskælvet blev målt til 9,1 på richterskalaen.
- 11. marts 2011 Honshu, Japan 9,1
- 4. november 1952 Kamchatka Rusland. Jordskælvet blev målt til 9,0 på richterskalaen.

## De 5 mest dræbende jordskælv
- 23. januar 1556 i Shaanxi, i Kina: 830.000 omkomne. Jordskælvet blev målt til 8,0 på richterskalaen.
- 26. december 2004 på Sumatra: 283.000 omkomne. Jordskælvet blev målt til 9,3 på richterskalaen.
- 27. juli 1976 i Tangshan i Kina: 255.000 omkomne. Jordskælvet blev målt til 7,5 på richterskalaen.
- 28. februar 1780 i Iran: 200.000 omkomne. Det er ukendt hvad jordskælvet blev målt til.
- 16. december 1920 i Gansu i Kina: 200.000 omkomne. Jordskælvet blev målt til 8,6 på richterskalaen.

## Jordskælv i Danmark
Danmark ligger uden for jordskælvszoner og der er derfor sjældent mærkbare jordskælv i Danmark. Det kraftigste målte jordskælv i Danmark blev målt til 4.7 på richterskalaen. Det nordvestlige Jylland og det nordøstlige Sjælland er det sted i Danmark, hvor der er størst risiko for jordskælv. 